# Laguna Cimarrón
A  Laguna Cimarrón é um lago localizado na Guatemala. Localiza-se no departamento de Retalhuleu, Município de San Andrés Villa Seca.